# Protogene (mimo)
Protogene (Grecia, ... – Amiternum, 160 a.C.) fu un mimo latino di condizione servile, fiorito all'incirca tra il 210 e il 160 a.C., o forse in un'epoca ancora anteriore.

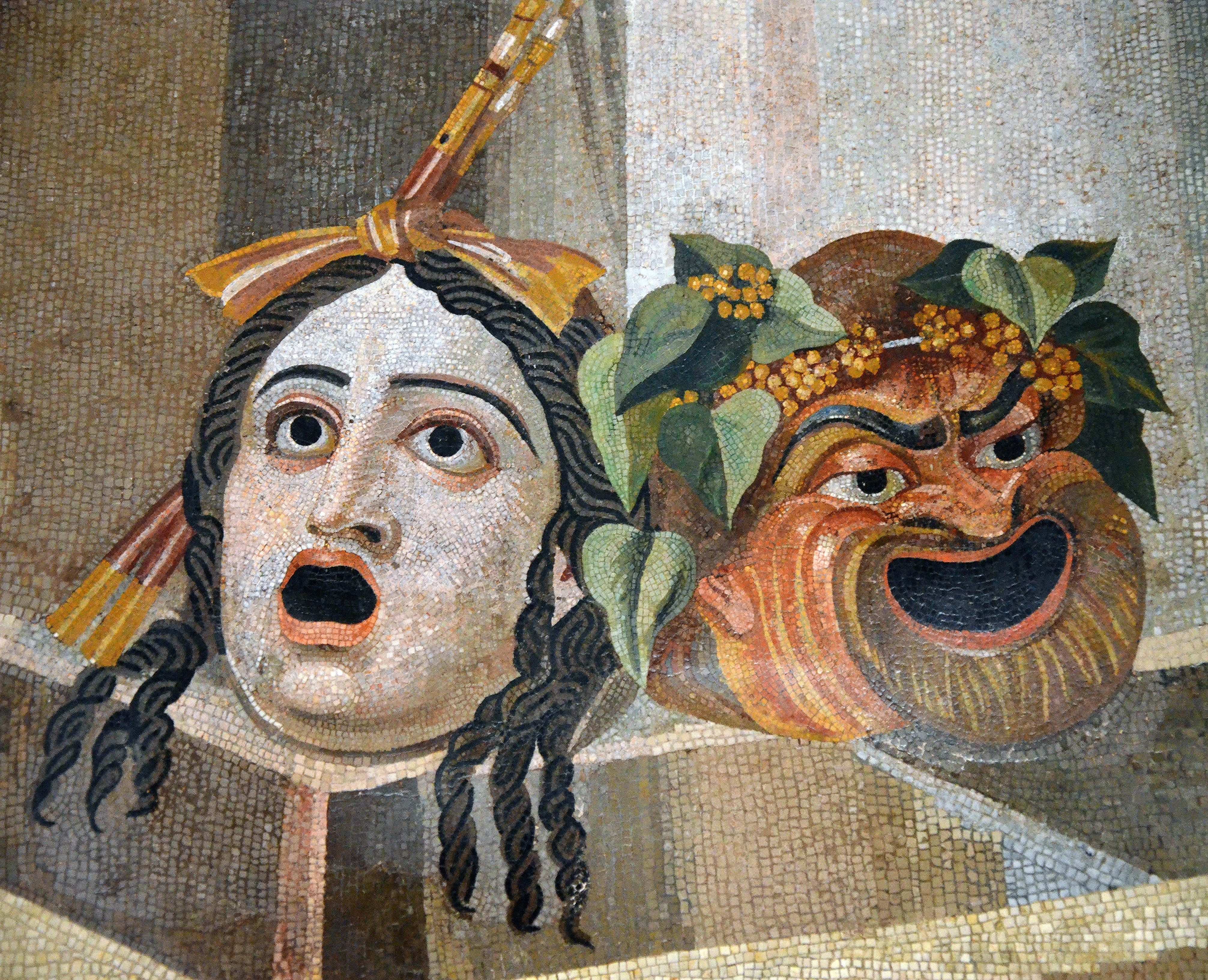
Le due maschere, tragica e comica, del teatro latino. Mosaico del I secolo a.C. (Musei Capitolini)

Il suo nome, traslitterazione di Πρωτογένης (i.e. Primogenito), ne rivela l'origine greca.
Schiavo del cittadino romano Clulio, Protogene è ricordato infatti proprio per aver svolto, con successo di pubblico, l'attività di attore teatrale (mimo secondo la terminologia del teatro latino).
Qualunque datazione si accetti, Protogene rimane comunque il più antico mimo che la memoria epigrafica dell'antico mondo latino ci tramandi.

## Citazione epigrafica: l'iscrizione di Protogene

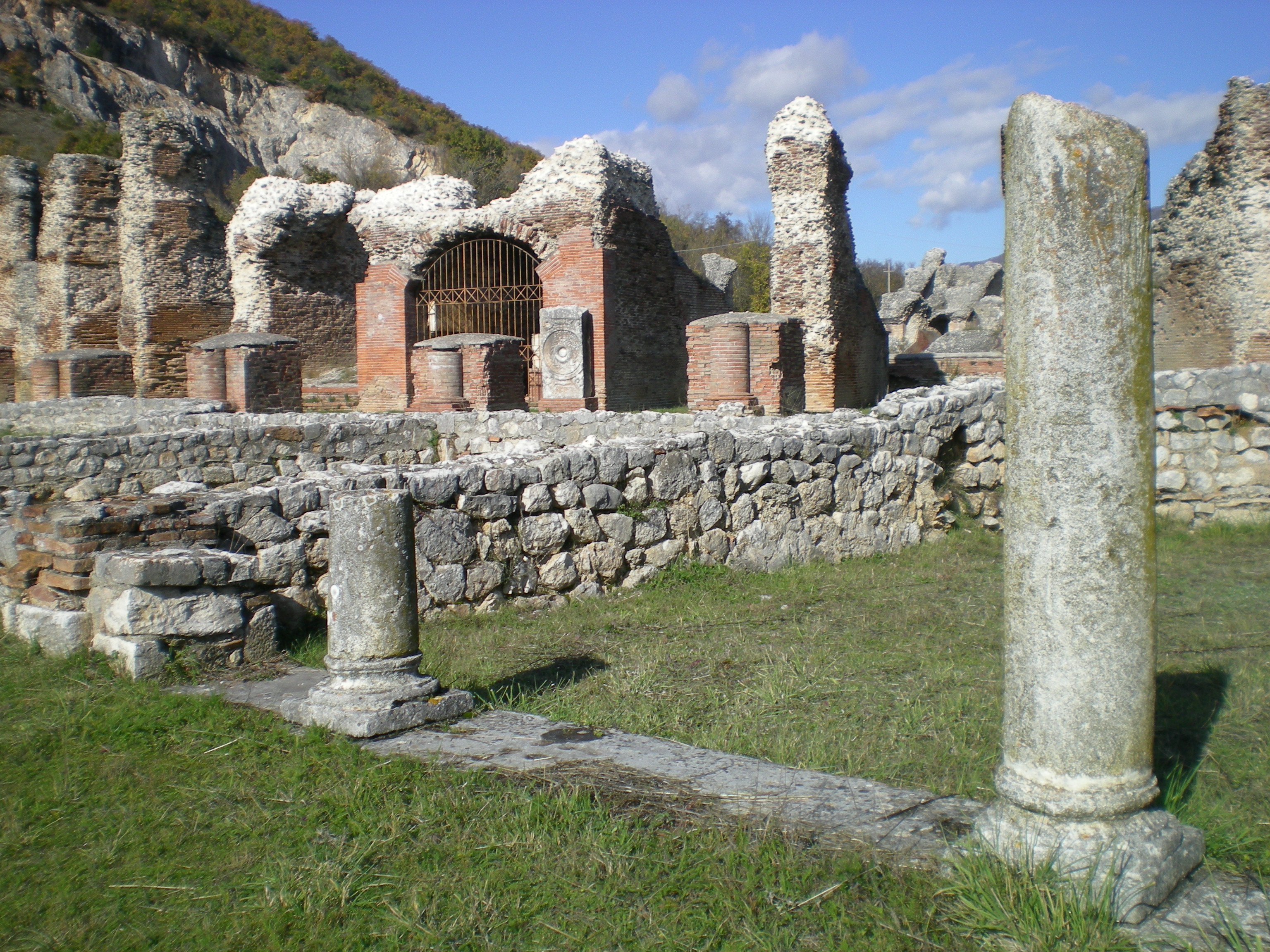
Rovine di Amiternum, nella Regio IV Samnium, area di provenienza dell'epigrafe di Protogene

A menzionarlo è un'iscrizione sepolcrale latina, un epitaffio che, nonostante qualche irregolarità, è da ritenersi sicuramente in forma metrica:
(CIL I, 1861, traduzione di Lidia Storoni Mazzolani)
L'iscrizione, proveniente da Preturo/Amiternum (presso L'Aquila), nella Regio IV Samnium, è conservata presso il Museo nazionale d'Abruzzo, dove è collocata nel bastione sud del Forte spagnolo.
Essa, seguendo l'interpretazione datane da Franz Bücheler, viene solitamente fatta risalire all'incirca al tempo di Ennio, o a un'epoca di poco successiva, anche se, per alcuni arcaismi caratteristici, come heicei e soueis, Bruno Gentili ne ha proposto una datazione anteriore.
Qualunque delle due ipotesi di datazione si accetti, l'iscrizione metrica in territorio aquilano fa di Protogene il più antico attore del mondo teatrale latino riconoscibile da una menzione epigrafica.

### Prosodia dell'iscrizione
Da un punto di vista prosodico, la quasi totalità degli studiosi interpreta nell'epitaffio la presenza di una forma esametrica dattilica, anche se, per sostenere questa interpretazione, sono necessarie alcune «violenze prosodiche», come, ad esempio, la lettura monosillabica del soueis presente nel quarto verso, giustificata da alcuni, ma giudicata una forzatura inattendibile dal Gentili che vi riconosce invece dei versi saturni.

### Posizione eccezionale nell'ambito dell'epigrafia latina
Se si accetta la lettura prosodica proposta da Buecheler, l'epitaffio dedicato al mimo Protogene sarebbe il più antico carmen in esametri dell'epoca, e anche un caso davvero isolato, dovendosi infatti giungere alla metà del I secolo a.C. per trovare altri esempi del genere.
Anche trascurando l'interpretazione esametrica, si tratta comunque di un reperto che si pone in posizione eccezionale nell'ambito dell'epigrafia latina, che non mostra predilezione per le strutture metriche, se non in epoca tarda e in maniera molto marginale (tra le poche eccezioni, il Carmen Arvale e gli Scipionum elogia, la cui natura, soprattutto nel primo caso, è però ben diversa), differenziandosi dalla estrema precocità della epigrafia greca, che, già ai suoi primordi, rivela una particolare attitudine all'espressione metrica (un esempio precocissimo, come l'iscrizione esametrica della coppa di Nestore a Pithekoussai, risale agli albori dell'appropriazione della scrittura alfabetica, quando perfino l'epica greca ancora viveva e si tramandava nell'oralità).